# Alag-Erdene járás
Alag-Erdene járás (mongol nyelven: Алаг-Эрдэнэ сум) Mongólia Hövszgöl tartományának egyik járása. Területe 4500 km². Népessége kb. 3000 fő.
Székhelye Manhan (Манхан), mely 63 km-re fekszik Mörön tartományi székhelytől.